# Mall Tour
Mall Tour je druga turneja kanadske kantautorice Avril Lavigne kreirana u svrhu promocije albuma Under My Skin, a turneja će posjetiti nekoliko gradova u SAD-u i Kanadi. Mjesto održavanja koncerta je objavljeno 48 sati prije početka. Svje pjesme su izvođene uživo s pratnjom akunstičke gitare.

## Popis pjesama
1. "He Wasn't"
2. "My Happy Ending"
3. "Sk8er Boi"
4. "Don't Tell Me"
5. "Take Me Away"
6. "Complicated"
7. "Nobody's Home"

## Datumi koncerata
| Sjeverna Amerika   |                  |        |
| 4. ožujka, 2004.   | Minneapolis      | SAD    |
| 5. ožujka, 2004.   | Milwaukee        | SAD    |
| 8. ožujka, 2004.   | Chicago          | SAD    |
| 9. ožujka, 2004.   | Detroit          | SAD    |
| 11. ožujka, 2004.  | Toronto          | Kanada |
| 12. ožujka, 2004.  | Ottawa           | Kanada |
| 15. ožujka, 2004.  | Montreal         | Kanada |
| 16. ožujka, 2004.  | Boston           | SAD    |
| 17. ožujka, 2004.  | New York         | SAD    |
| 18. ožujka, 2004.  | Philadelphia     | SAD    |
| 19. ožujka, 2004.  | Washington, D.C. | SAD    |
| 22. ožujka, 2004.  | Atlanta          | SAD    |
| 23. ožujka, 2004.  | Cincinnati       | SAD    |
| 24. ožujka, 2004.  | Cleveland        | SAD    |
| 25. ožujka, 2004.  | Indianapolis     | SAD    |
| 26. ožujka, 2004.  | Saint Louis      | SAD    |
| 1. svibnja, 2004.  | Calgary          | Kanada |
| 6. svibnja, 2004.  | Vancouver        | Kanada |
| 7. svibnja, 2004.  | Seattle          | SAD    |
| 8. svibnja, 2004.  | Portland         | SAD    |
| 9. svibnja, 2004.  | San Francisco    | SAD    |
| 12. svibnja, 2004. | Los Angeles      | SAD    |
| 13. svibnja, 2004. | Phoenix          | SAD    |
| 14. svibnja, 2004. | Seattle          | SAD    |
| 15. svibnja, 2004. | Houston          | SAD    |
| 16. svibnja, 2004. | Dallas           | SAD    |